# مجزرة جمعة أطفال الحرية
مجزرة حماة في 3 حزيران عام 2011 أو مجزرة جمعة أطفال الحرية كما يُطلق عليها كثيراً [وفقًا لِمَن؟] هيَ مجزرة ارتكبتها قوَّات الأمن السورية في مدينة حماة خلال يومَ الجمعة 3 حزيران 2011 (جمعة أطفال الحرية) لتفريق آلاف المتظاهرين فيها. حيث احتشد عشرات الآلاف من المُتظاهرين في المدينة خلال ذلك اليوم بساحة العاصي تحت شعار جمعة أطفال الحريَّة مُطالبين بإسقاط النظام، وذلك على الرغم من فرض حظر تجول في شوارعها، فأطلق عليهم عناصر الأمن النار مسقطين عشرات القتلى والجرحى. بينما قال الإعلام السوري الرسميُّ أن الأمن قتل 3 إرهابيين كانوا يُحاولون تخريب أماكن عامة في المدينة، وأن الأوضاع في حماة أصبحت هادئة بعدَ ذلك.

## الأحداث

### المجزرة
بالرُّغم من حظر التجول في مدينة حماة، خرجت فيها مظاهرات حاشدة يوم الجمعة 3 يونيو تحت شعار جمعة أطفال الحرية، وحسب الجزيرة والبي بي سي فقد بلغ عدد المُتظاهرين حوالي 50,000 شخص هتفوا بإسقاط النظام الحاكم، مما يَجعلها أكبر مظاهرات حماة منذ بداية الاحتجاجات وأكبر مظاهرات سوريا خلال تلك الجُمعة، واحتشد هؤلاء المُتظاهرون جميعاً وَسط «ساحة العاصي» والشوارع المُجاورة لها بما في ذلك منطقة «البلدة القديمة» أمام مقرِّ حزب البعث السوري في حماة. لكن الأمن ومن يُسمون الشبيحة أطلقوا النار من فوق أبنية مُجاورة على المظاهرين بهدف فضهم، وقد باشروا على الفور باستخدام الرَّصاص الحيِّ دون مُحاولة التفريق بالغاز المسيل للدموع في البداية، وبذلك وَقعت المجزرة التي سقط خلالها 53 قتيلاً على الأقل وعشرات الجرحى، بينما ألقي القبض على ما يَربو من 50 شخصاً. وهذه الإحصاءات لم تؤخذ من كافة مستشفيات المَدينة، ولذا فربما يَكون الرَّقم أعلى. ولاحقاً نقلَ الجرحى والمُصابون إلى بعض مشافي حماة، لكن قيل أن الأمن داهمهم في بعض تلك المستشفيات وألقى القبض عليهم. علماً أن أول مظاهرة خرجت في مدينة حماة كانت بتاريخ 25-3-2011.

### ما بعدَ المجزرة
في يوم السبت 4 يونيو التالي للمجزرة كانت مدينة حماة هادئة تماماً في ظل عصيان مدنيٍّ عام احتجاجاً على مجزرة اليوم السَّابق، وحتى الأمن كان غائباً عن شوارعها بما في ذلك شرطة المرور، وقد كان ذلك بعدَ توزيع منشورات في المدينة تدعو إلى إضراب كامل ابتداءً من يوم السبت وانتهاءً بالإثنين من ذلك الأسبوع. لكن سُرعان ما عاودت المُظاهرات الخروج مجدداً بأحجام مشابهة للجمعة السَّابقة، إذ شيَّع عشرات آلاف المُتظاهرين يومَ السبت قتلى المجزرة، وقد توجه هَؤلاء المُتظاهرون نحوَ منطقة «جسر المزارب» وقطعوا عندها الطريق الدولي الذي يَصل بين مدينتي دمشق وحلب. بينما عُثرَ خلال اليوم ذاته على ما يَزيد عن 10 جثث لمتظاهرين قتلوا في الجمعة خلال المجزرة رَافعين الحصيلة إلى 70 قتيلاً. وفي اليوم التالي الأحد 5 يونيو استمرَّ الإضراب والعصيان المدنيَّان في أنحاء حماة، كما ظلَّ الأمن مختفياً مثل ما حدث اليوم السابق، وكانت الحال نفسها في يوم 6 يونيو بالنسبة للإضراب العام. لكن بالرُّغم من غياب الأمن هذا، فقد أرسلت إلى المدينة لاحقاً وحدات من الجيش تضمُّ أعداداً من الدَّبابات رابطت عند مدخل حماة الشرقي، لكنها لم تنفذ بعدُ أي عمليَّات عسكرية في المنطقة.
ظلَّ الغياب الأمني مستمرًّا في أنحاء المدينة خلال الأسابيع التالية بعد المجزرة، مما جعل المُظاهرات تخرج فيها بحرية، وسُرعان ما تحوَّلت إلى اعتصام مفتوح مطالب بإسقاط النظام في ساحة العاصي استمرَّ حتى مطلع الشهر التالي، عندما بدأت الحملة الأولى على مدينة حماة.

## الرواية الرسميَّة
قالت وَسائل الإعلام السوريَّة الرسميَّة أن 3 مخربين حاولوا اقتحام أحد المباني الحكومية في المَدينة وإضرام النار فيه، غير أنهم قتلوا جميعاً. وقد أقرَّت بخروج مظاهرات حاشدة بالآلاف، لكنها بخلاف وَسائل الإعلام الأخرى قالت أنَّ من استهدفها بإطلاق النيران هم مجموعات مسلحة، واستفزت بذلك الأمن لكي يُطلق النار مسبباً سقوط مدنيِّين، كما أعلنت أن الهدوء عادَ إلى المدينة بعدَ ذلك.

## ردود الفعل المحليَّة
أطلق متظاهرو سوريا على يوم السبت 4 يونيو التالي للمجزرة «سبت نصرة حماة»، الذي خرجت خلاله مظاهرات في أنحاء عديدة من البلاد دعماً للمدينة وسكانها، ومن ضمن المدن والمناطق التي شهدت مظاهرات التضامن هذه القدم والقابون وحرستا وداريا والمعضمية وحمص وإدلب.